# Грамбек
Грамбек (нім. Grambek) — громада в Німеччині, розташована в землі Шлезвіг-Гольштейн. Входить до складу району Герцогство Лауенбург. Складова частина об'єднання громад Брайтенфельде.
Площа — 12,66 км2. Населення становить 507 ос. (станом на 31 грудня 2020).